# Den røde Tricot
Den røde Tricot er en amerikansk stumfilm fra 1920 af B. Reeves Eason.

## Medvirkende
- Gladys Walton som Mazie Darton
- Jack Perrin som Rev. Jonathan Meek
- Dave Winter som Jerry McKeen
- Stanton Heck som Bullato
- Rosa Gore som Mrs. Shamfeller
- Dan Crimmins som Smiley Dodd
- Dorothea Wolbert som Mrs. Bump
- B. Reeves Eason, Jr. som Johnny Bump
- Martin Neilan som Willie Shamfeller